# Émile Faure (homme politique, 1890-1940)
Pour les articles homonymes, voir Émile Faure et Faure.
Émile Faure est un homme politique français né le 21 juillet 1890 à Sarlat (Dordogne) et décédé le 18 mars 1940 à Paris.
Employé des chemins de fer d'Orléans, puis représentant de commerce, il est conseiller municipal de Paris en 1919, conseiller général de la Seine et député de la Seine de 1928 à 1932, inscrit au groupe de l'Union républicaine démocratique. Il est élu président du conseil municipal de Paris en juillet 1939, mais la maladie l'oblige à cesser ses fonctions dès janvier 1940.

## Sources
- « Émile Faure (homme politique, 1890-1940) », dans le Dictionnaire des parlementaires français (1889-1940), sous la direction de Jean Jolly, PUF, 1960 [détail de l’édition]